# Homer (Nebraska)
Homer és una població dels Estats Units a l'estat de Nebraska. Segons el cens del 2000 tenia 590 habitants.

## Demografia
Segons el cens del 2000, Homer tenia 590 habitants, 211 habitatges, i 163 famílies. La densitat de població era de 599,5 habitants per km².
Dels 211 habitatges en un 38,9% hi vivien nens de menys de 18 anys, en un 60,7% hi vivien parelles casades, en un 12,8% dones solteres, i en un 22,7% no eren unitats familiars. En el 18,5% dels habitatges hi vivien persones soles el 8,5% de les quals corresponia a persones de 65 anys o més que vivien soles. El nombre mitjà de persones vivint en cada habitatge era de 2,8 i el nombre mitjà de persones que vivien en cada família era de 3,1.
Per edats la població es repartia de la següent manera: un 33,2% tenia menys de 18 anys, un 7,3% entre 18 i 24, un 27,5% entre 25 i 44, un 20,5% de 45 a 60 i un 11,5% 65 anys o més.
L'edat mediana era de 33 anys. Per cada 100 dones de 18 o més anys hi havia 93,1 homes.
La renda mediana per habitatge era de 44.500 $ i la renda mediana per família de 51.250 $. Els homes tenien una renda mediana de 37.667 $ mentre que les dones 22.426 $. La renda per capita de la població era de 17.361 $. Aproximadament el 6,2% de les famílies i el 8,2% de la població estaven per davall del llindar de pobresa.

## Poblacions més properes
El següent diagrama mostra les poblacions més properes.